# Tiffany Young
Tiffany Young o Tiffany, pseudonimo di Stephanie Young Hwang (San Francisco, 1º agosto 1989), è una cantante e attrice statunitense attiva in Corea del Sud. È membro del gruppo sudcoreano Girls' Generation e della sua sotto-unità TaeTiSeo. L'11 maggio 2016 ha fatto il suo debutto da solista con l'EP I Just Wanna Dance, sotto la SM Entertainment.

## Biografia

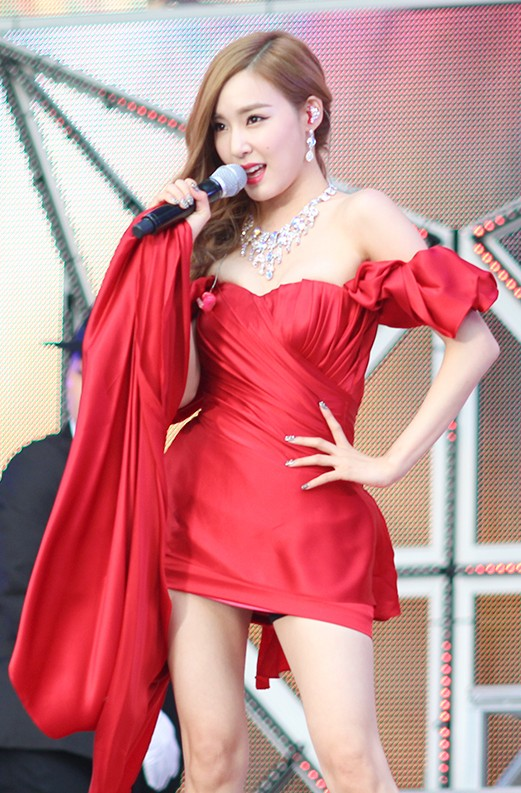
Tiffany al live di SM Town, 15 agosto 2014

Tiffany Young è nata il 1º agosto 1989 a San Francisco, California, ed è cresciuta a Diamond Bar, frequentando la South Pointe Middle School e la Diamond Bar High School; si è diplomata alla Korea Kent Foreign School di Seul, in Corea del Sud. Il suo nome coreano è Hwang Mi-young (황미영?, 黄美英?, Hwang Mi-yeongLR). Durante un'esibizione sul palco, è stata invitata a presentarsi a un'audizione della SM Entertainment e si è unita alla compagnia a ottobre 2004, all'età di 15 anni. Sua madre è morta nel 2002, e ha un fratello e una sorella più grandi, Leo e Michelle.
Tiffany ha debuttato nel 2007 con il gruppo sudcoreano Girls' Generation, e nel 2013 ha cantato, per il quarto album I Got a Boy, il duetto Lost in Love con Taeyeon. Nel 2012, insieme a Taeyeon e Seohyun, Tiffany è entrata nella sotto-unità delle Girls' Generation, le TaeTiSeo: per il secondo extended play, Holler, pubblicato nel 2014, Tiffany ha fatto da direttore dell'immagine per l'intero album e ha creato il concetto dietro il video musicale del brano di traino omonimo. Ha inoltre partecipato agli otto episodi del docu-reality The TaeTiSeo, andato in onda dal 26 agosto 2014.
Nel corso della sua carriera, Tiffany ha pubblicato numerose colonne sonore per serie televisive e film, alcune come solista, alcune con altri artisti o membri delle Girls' Generation. Tra i brani da solista figurano By Myself per il drama Jamyeonggo, Because It's You per Sarangbi, One Step Closer per Nae yeon-ae-ui modeungeot e Only One per Blood.
Dal 15 novembre 2007 al 13 giugno 2008 ha presentato il programma televisivo Sonyeon sonyeo gayo baekso insieme all'attore Kim Hye-seong; dal 2009 ad aprile 2013 ha presentato Show! Music Core, con solo una pausa da luglio 2010 a ottobre 2011 per il debutto delle Girls' Generation in Giappone, prima con la collega Yuri, poi, da gennaio 2012, con Taeyeon e Seohyun. Ha inoltre presentato occasionalmente alcune cerimonie di premiazione, come gli Incheon Korean Music Wave nel 2009, nel 2010, nel 2011 e nel 2013, e gli SBS Gayo Daejeon nel 2010. Il 25 marzo 2015 viene scelta come presentatrice, insieme al modello Lee Cheol-woo, del programma di Mnet Heart a Tag.
Dal 25 novembre 2011 al 29 gennaio 2012 ha interpretato Carmen Diaz nel musical Fame, mentre a settembre 2013 ha partecipato al varietà Fashion wang Korea, dal quale è stata eliminata il 25 gennaio 2014, classificandosi terza. L'11 maggio 2016 è uscito il suo primo EP da solista, I Just Wanna Dance, mentre il successivo 10 giugno il singolo Heart Break Hotel. L'10 ottobre 2017 ha lasciato definitivamente la SM Entertainment in seguito allo scadere del contratto; in seguito si è trasferita in America per studiare recitazione e crearsi una propria carriera di cantante solista.

## Discografia
Album in studio
- 2025 - TBA

EP
- 2016 – I Just Wanna Dance
- 2019 – Lips on Lips

Singoli
- 2016 – I Just Wanna Dance
- 2016 – Heart Break Hotel
- 2018 – Remember Me
- 2018 – Over My Skin
- 2018 – Teach You
- 2018 – Pappermint
- 2019 – Born Again
- 2019 – Lips on Lips
- 2019 – Runaway, con Babyface
- 2019 – Magnetic Moon
- 2019 – Run For Your Life

### Collaborazioni
- 2008 – Oppa Nappa, con Jessica e Seohyun
- 2008 – Holding Hands, con Jessica, Super Junior, SS501, Jewelry, Brown Eyed Girls, Lee Hyun e T.G.U.S
- 2008 – Haptic Motion, con Jessica, Yoona e TVXQ
- 2009 – A Girl, Meets Love, con K.Will
- 2009 – Feeling Only You, con Sooyoung e The Blue
- 2010 – Cabi Song, con Jessica, Taeyeon, Seohyun, Sunny, Yuri, Chansung, Jun. K e Taecyeon
- 2010 – Cooky, con Jessica, Seohyun e Sunny
- 2013 – You Are a Miracle, con AA.VV.
- 2014 – Talk About Love, con AA.VV.
- 2015 – QnA, con Heejun Han

### Colonne sonore
- 2007 – Touch the Sky, con Taeyeon, Jessica, Seohyun e Sunny (Adeulchaj-a sammanri)
- 2008 – It's Fantastic, con Jessica e Seohyun (Mabinogi)
- 2008 – The Little Boat, con Taeyeon, Jessica, Seohyun e Sunny (Hong Gil-dong)
- 2009 – By Myself (Jamyeonggo)
- 2009 – Motion, con Taeyeon, Jessica, Seohyun e Sunny (Maenttang-e heading)
- 2010 – Ring (Haru)
- 2010 – Haechi Song, con Taeyeon, Jessica, Sunny e Seohyun (Nae chingu Haechi)
- 2012 – Because It's You (Sarangbi)
- 2012 – Rise and Shine, con Kyuhyun (Areumda-un geudae-ege)
- 2013 – One Step Closer (Nae yeon-ae-ui modeungeot)
- 2014 – Cheap Creeper, Jessica, Taeyeon, Sunny e Seohyun (Make Your Move)
- 2014 – Good Life, con Henry Lau (Final Recipe)
- 2015 – Only One (Blood)

## Filmografia

### Cinema
- I AM., regia di Choi Jin-seong (2012)
- Dugeundudeun nae insaeng (두근두근 내 인생), regia di E J-yong (2014) – cameo
- SMTown: The Stage, regia di Bae Sung-sang (2015)

### Televisione
- Unstoppable Marriage (못말리는 결혼) – serie TV, episodio 64 (2008) – cameo
- Champagne (샴페인) - programma televisivo, episodi 3 (2008)
- Kko Kko Tours Single Single (꼬꼬관광 싱글싱글) - programma televisivo, episodio 1 (2008)
- Show! Eum-ak jungsim (쇼! 음악중심) - programma televisivo (2009-2015)
- Producer (프로듀사) – serie TV, episodio 1 (2015)
- Sister's Slam Dunk 1 (언니들의 슬램덩크) - programma televisivo (2016)
- Bongmyeon ga-wang (미스터리 음악쇼 복면가왕) - programma televisivo, episodi 219-220 (2019)
- The Dog I Encountered (어쩌다 마주친 그 개) - programma televisivo (2020-2021)
- Breakfast With Tiffany (티파니와 아침을) - programma televisivo (2021)
- Girls Planet 999 (걸스 플래닛 999) - programma televisivo (2021)
- Jaebeoljip mangnae-adeul (재벌집 막내아들) - serie TV (2022)
- Uncle Samsik (삼식이 삼촌?, Samsig-i samchonLR) – serie TV (2024)

## Videografia
Oltre che nei videoclip delle Girls' Generation e delle TaeTiSeo, Tiffany è apparsa anche nei seguenti video:
- 2008 – Oppa Nappa
- 2008 – It's Fantastic
- 2011 – Beautiful Girls, brano di Yoo Young-jin

## Riconoscimenti
| Anno | Premio                   | Categoria                                     | Opera            | Risultato       |
| ---- | ------------------------ | --------------------------------------------- | ---------------- | --------------- |
| 2008 | Mnet 20's Choice Awards  | Hot School Girl                               | N.D.             | Candidato/a     |
| 2009 | Mnet Asian Music Awards  | Miglior colonna sonora                        | By Myself        | Candidato/a     |
| 2011 | MBC Entertainment Awards | Premio speciale per i presentatori (con Yuri) | Show! Music Core | Vincitore/trice |